# Ину-о: Рождение легенды
«И́ну-О: Рожде́ние леге́нды» (яп. 犬王 Ину-О) — японский анимационный музыкальный фильм, снятый режиссёром Масааки Юасой и созданный студией Science Saru. Сюжет, основанный на романе Хидэо Фурукавы «Повесть о доме Тайра: Ину-О», разворачивается в Японии XIV века и рассказывает о дружбе между Ину-О, танцором, рождённым с уникальными физическими характеристиками, и Томоной, слепым музыкантом. Будучи изгоями в обществе из-за своих особенностей, Ину-О и Томона решают использовать свои артистические навыки с целью проложить себе путь к славе.
Мировая премьера фильма «Ину-О: Рождение легенды» состоялась в сентябре 2021 года на 78-м Венецианском кинофестивале, а в японский прокат фильм вышел 28 мая 2022 года. Премьера в России состоялась 2 марта 2023 года. Фильм собрал $434 332 в мировом прокате и получил в основном положительные отзывы от критиков.

## Сюжет
Морщинистый игрок на биве рассказывает историю о том, как 900 лет назад клан Гэндзи стремился отыскать регалии японских императоров с целью объединения императорского трона. Они побеждают враждебный клан Хэйкэ в битве при Данноуре, где тонет ребёнок-император, унося с собой на дно меч Кусанаги-но цуруги. Три сотни лет спустя агенты Асикаги Ёсимицу нанимают мальчика по имени Томона и его отца, чтобы те подняли ящик с места кораблекрушения. Внутри ящика оказывается меч. Не осознавая, что это Кусанаги-но цуруги, отец Томоны вытаскивает его из ножен, высвобождая лезвие из энергии, которое разрубает его надвое и ослепляет Томону. Томона отправляется в длительное путешествие в сопровождении призрака отца в поисках ответов. Он встречает члена целой труппы слепых игроков на биве, решает тоже научиться играть и присоединяется к труппе. Томона меняет своё имя на «Томоити», вследствие чего призраку отца становится сложно найти сына.
Тем временем лидер труппы танцоров театра но надевает демоническую маску. Происходит череда убийств игроков на биве, а третий сын лидера рождается с тремя короткими конечностями, аномально длинной правой рукой, покрытой чешуёй кожей и обезображенным лицом. Лидер труппы испытывает такое сильное презрение к уродливому сыну, что заставляет постоянно носить маску и обращается с ним, как с собакой. Однажды уродливый ребёнок видит, как отец пытается обучать других сыновей танцу но. Безобразный сын занимается параллельно с ними, и танец волшебным образом восстанавливает его ноги.
Уродливый сын бродит по деревне и вскоре встречает Томоити. Он привязывается к Томоити, так как тот не видит его уродства, и сообщает о том, что выбрал себе имя «Ину-О» (буквально «собачий царь»). Томоити рассказывает Ину-О о том, что может видеть дух отца, а после замечает, что Ину-О окружает множество душ воинов Хэйкэ, рассказывающих ему свои истории. Это видение вдохновляет их на создание новой музыкальной труппы, а Томоити меняет имя на «Томоари».
Вскоре после этого Томоари, отрастивший длинные волосы, выступает на мосту, исполняя свою песню в стиле, похожем на современный хэйр-метал. Под мостом Ину-О танцует под музыку и рассказывает историю о том, как воины Хэйкэ привязали свои руки к кораблям, но лишились всех своих рук, когда корабли утонули. В конце выступления обе руки Ину-О становятся нормальной длины. Их выступление моментально становится хитом, делая Томоари и Ину-О знаменитыми.
В ходе следующего выступления о воинах Хэйкэ, ожидавших «кита, который так и не приплыл», чешуя на коже Ину-О исчезает. Новая труппа привлекает внимание Асикаги, которому хочется, чтобы рассказывались только те версии историй о Хэйкэ, которые были написаны его кланом. Он отправляет своих агентов к завистливому отцу Ину-О, которому обещает славу в случае, если тот сорвёт выступление сына.
Во время следующего выступления труппы становится известна правда о рождении Ину-О: его отец заключил сделку с демонической маской ради славы. Маска потребовала жизни игроков на биве и невинную красоту его нерождённого сына. Последующие убийства выпустили духи воинов Хэйкэ, преследовавшие музыкантов, но те устремились к Ину-О вместо его отца, помогая ему добиться славы и избавиться от проклятия. Отец требует от маски убийства Ину-О, нарушая условия их первоначальной сделки. Озлобленная, маска вместо этого убивает отца Ину-О.
В конце выступления восстанавливается лицо Ину-О. Однако Асикага жестоко расправляется с труппой, что заставляет Томоари прекратить выступать. Асикага лично предлагает Ину-О исполнять только официальную историю Хэйкэ, иначе Томоари отрубят голову. Ину-О соглашается. Тем не менее Томоари продолжает выступать и высказываться против воли Асикаги, и поэтому клановцы всё же отрубают ему голову.
Ину-О продолжает выступать в течение многих лет как знаменитый танцор театра но, однако после смерти он оказывается забыт. Рассказчик оказывается духом Томоари, прожившим на Земле вплоть до наших дней и вновь называющим себя тем именем, что было дано ему при рождении, — «Томона». Появляется призрак Ину-О, который не мог найти Томону шесть сотен лет из-за смены имени. Ину-О возвращает Томоне его юношеский облик, а себе — уродливый. Затем они вместе играют на биве и танцуют.

## Персонажи
- Ину-О (яп. 犬王, «собачий царь»[a])

Главный герой и один из протагонистов фильма, Ину-О — изгой в обществе, чьё тело скрыто под одеждой из-за его внешнего вида; в частности постоянно скрыто его лицо. Персонаж Ину-О основан на реальном танцоре но с таким же именем, о котором ничего не известно, кроме легенд. При создании романа об Ину-О, который лёг в основу фильма, Хидэо Фурукава более подробно остановился на этих легендах, переосмыслив исторический прототип Ину-О и сделав его танцором, который преодолевает общественные предрассудки и становится культурной иконой.
Сэйю — Аву-тян
- То́мона (яп. 友魚, «друг-рыба»)

Второй протагонист фильма, Томона — слепой музыкант, играющий на биве, инструменте, в сопровождении которого рассказывают истории. После завершения войны Гэмпэй цитирование музыкантами «Повести о доме Тайра», исторической хроники конфликта, в которой оплакивались погибшие и ревальвировалось поражение клана Хэйкэ, считалось обычным явлением, так как это помогало упокоиться их душам.
Сэйю — Мираи Морияма
- Асикага Ёсимицу (яп. 足利義満)

Сэйю — Тасуку Эмото
- Отец Ину-О (яп. 犬王の父)

Сэйю — Кэндзиро Цуда
- Отец Томоны (яп. 友魚の父)

Сэйю — Ютака Мацусигэ

## Производство
В 2017 году в Японии был издан роман Хидэо Фурукавы «Повесть о доме Тайра: Ину-О». Адаптируя этот сюжет о древних временах, режиссёр Масааки Юаса назвал фильм историей с параллелями и релевантностью по отношению к современности, историей «о том, стоит ли равняться на судьбу и моду, чтобы ухватиться за славу, или же отказаться от награды ради жизни в соответствии с собственными убеждениями». Музыку к фильму написал композитор и мультиинструменталист Ёсихидэ Отомо. Саундтрек, выпущенный 25 мая, включает в себя оригинальные песни, исполненные Аву-тян и Мориямой, а также промежуточные инструментальные композиции Отомо. Оригинальные песни были написаны Аву-тян, Отомо, Юасой и музыкантом Ёхэем Мацуи. Дизайны персонажей были созданы мангакой Тайё Мацумото.

## Премьера
Мировая премьера фильма «Ину-О: Рождение легенды» состоялась 9 сентября 2021 года на 78-м Венецианском кинофестивале. Проект стал первым нарисованным от руки анимационным фильмом, показанным в программе фестиваля под названием «Горизонты». Позднее фильм был представлен на Международном кинофестивале в Торонто, где состоялся его североамериканский дебют. Японская премьера «Ину-О» состоялась 3 ноября 2021 года на Международном кинофестивале в Токио. В широкий прокат Японии фильм был выпущен компаниями Asmik Ace и Aniplex 28 мая 2022 года.
Лицензию на прокат в кинотеатрах и выход на физических носителях в США получила компания GKIDS, которая выпустила фильм 12 августа 2022 года, в то время как Anime Limited владеет правами на распространение картины в Великобритании, Ирландии, Франции, Бельгии, Нидерландах и Люксембурге. Театральный релиз в Великобритании был запланирован на лето 2022 года. За пределами этих стран и стран Азии торговое агентство Fortissimo Films получило международные права и представляет фильм дистрибьюторам. Правами на прокат ленты в России владеет компания Exponenta Film, которая выпустила фильм в стране 2 марта 2023 года. Ранее релиз был запланирован на 25 августа 2022 года.

## Реакция

### Отзывы критиков
После премьеры на Венецианском кинофестивале «Ину-О» получил признание со стороны критиков. На сайте-агрегаторе рецензий Rotten Tomatoes фильм имеет рейтинг 91 % на основе 53 отзывов со средней оценкой 7,8 / 10. Консенсус сайта гласит: «Фанаты Масааки Юасы будут ждать от „Ину-О“ визуального пиршества — и эта музыкальная анимационная феерия не оставит их равнодушными». Metacritic, выставляющий оценки по среднему арифметическому взвешенному, присвоил фильму 77 баллов из 100 возможных на основе 16 отзывов, что указывает на «в основном положительные отзывы».

### Награды и номинации
| Год  | Награда                                        | Категория                                                            | Номинанты и получатели    | Результат | П.            |
| ---- | ---------------------------------------------- | -------------------------------------------------------------------- | ------------------------- | --------- | ------------- |
| 2021 | Международный анимационный фестиваль в Пучхоне | Международный конкурс: Полнометражный фильм — Приз за особое отличие | «Ину-О: Рождение легенды» | Победа    | [ 24 ]        |
| 2022 | Fantasia Film Festival                         | Премия Сатоси Кона за лучший анимационный фильм                      | «Ину-О: Рождение легенды» | Победа    | [ 25 ]        |
| 2022 | Спутник                                        | Лучший анимационный фильм                                            | «Ину-О: Рождение легенды» | Номинация | [ 26 ]        |
| 2022 | Премия Кружка кинокритиков Флориды             | Лучший анимационный фильм                                            | «Ину-О: Рождение легенды» | Номинация | [ 27 ] [ 28 ] |
| 2023 | Золотой глобус                                 | Лучший анимационный фильм                                            | «Ину-О: Рождение легенды» | Номинация | [ 29 ]        |
| 2023 | Энни                                           | Лучший независимый фильм                                             | «Ину-О: Рождение легенды» | Номинация | [ 30 ]        |
| 2023 | Энни                                           | Лучший сценарий                                                      | Акико Ноги                | Номинация | [ 30 ]        |
| 2023 | Майнити                                        | Лучший анимационный фильм                                            | «Ину-О: Рождение легенды» | Номинация | [ 31 ] [ 32 ] |
| 2023 | Майнити                                        | Приз имени Нобуро Офудзи                                             | «Ину-О: Рождение легенды» | Победа    | [ 31 ] [ 32 ] |
| 2023 | Crunchyroll Anime Awards                       | Лучший фильм                                                         | «Ину-О: Рождение легенды» | Номинация | [ 33 ]        |
| 2023 | Премия Японской киноакадемии                   | Лучший анимационный фильм года                                       | «Ину-О: Рождение легенды» | Номинация | [ 34 ]        |

## Комментарии
1. 1 2  Согласно официальному русскому дубляжу от ТО «Студийная банда» (2022 год).